# ليزا شوستر
ليزا شوستر (بالألمانية: Lisa Schuster)‏ هي لاعبة هوكي الجليد ألمانية، ولدت في 28 مايو 1987 في ميونخ في ألمانيا.

## وصلات خارجية
- ليزا شوستر على موقع EliteProspects.com (الإنجليزية)
- ليزا شوستر على موقع Eurohockey.com (الإنجليزية)
- ليزا شوستر على موقع أوليمبيديا (الإنجليزية)
- ليزا شوستر على موقع اللجنة الأولمبية الألمانية (الألمانية)